# Anatoli Gromiko
Anatoly Andreyevich Gromyko (en ruso: Анатолий Андреевич Громыко; Borísov (Unión Soviética), 15 de abril de 1932 – 25 de septiembre de 2017) fue un científico y diplomático soviético. Se especializó en los estudios africanos y americanos así como también en las relaciones internacionales. Fue miembro de la Academia de Ciencias de Rusia y de la Unión de Artistas Rusos.

## Biografía
Gromyko nació en Borísov en la Bielorrusia Soviética en 1932 pero, entre 1939 y 1948 vivió en los Estados Unidos, donde su padre Andréi Gromiko trabajó como embajador soviético como representante en las Naciones Unidas. En 1954, se graduó en el Instituto Estatal de Relaciones Internacionales de Moscú, y entre 1961 y 1965 trabajó como embajador soviético en el Reino Unido. Después de eso, ocupó cargos directivos en el Instituto de Estudios Africanos y el Instituto de estudios americanos de la Academia de Ciencias de Rusia. Volvió al mundo de la diplomacia y ocupó el cargo de embajador en funciones en los Estados Unidos (1973–1974) y en Alemania Occidental (1974–1975). Entre 1976 y 1991, dirigió el Instituto de Estudios Africanos, donde continuó trabajando hasta 2010. A partir de 2010, dio conferencias en el Instituto de Seguridad Internacional y en la Universidad Estatal de Moscú. En 1981, fue elegido miembro de la Academia de Ciencias de Rusia, donde dirigió los Estudios africanos.
Gromyko es autor de más de 30 libros y más de 300 artículos en diarios. Fue premiado con la Orden de la Revolución de Octubre, la Orden de la Amistad de los Pueblos y el Premio Estatal de la Unión Soviética (1980).

## Familia
Gromyko se casó en dos ocasiones, la segunda de ellas fue Valentina Olegovna Gromyko. Tuvo dos hijos de diferentes matrimonios, Igor (1954) y Aleksei (1969) y una hija Anna. Igor también fue diplomático mientras que Alexei es una politólogo.